# Chrysler 200
O Chrysler 200 é um sedã do segmento D (mid-size nos EUA) produzido pela fabricante norte americana Chrysler. É o sucessor do Chrysler Sebring e também do Dodge Avenger, ele foi apresentado em 2010 no salão de Detroite começou a ser comercializado a partir de 2011. A versão descapotável é vendida na Europa como o Lancia Flavia.
A nomenclatura "200" foi herdada do protótipo 200C EV, apresentado em 2009 no Salão Internacional de Automóvel Norte Americano e também foi baseado no Chrysler 300. o veículo é equipado com um motor 2.4 L I4 ou 3.6 L V6, todos equipados com uma transmissão automática.

## Primeira geração (2011–2014)

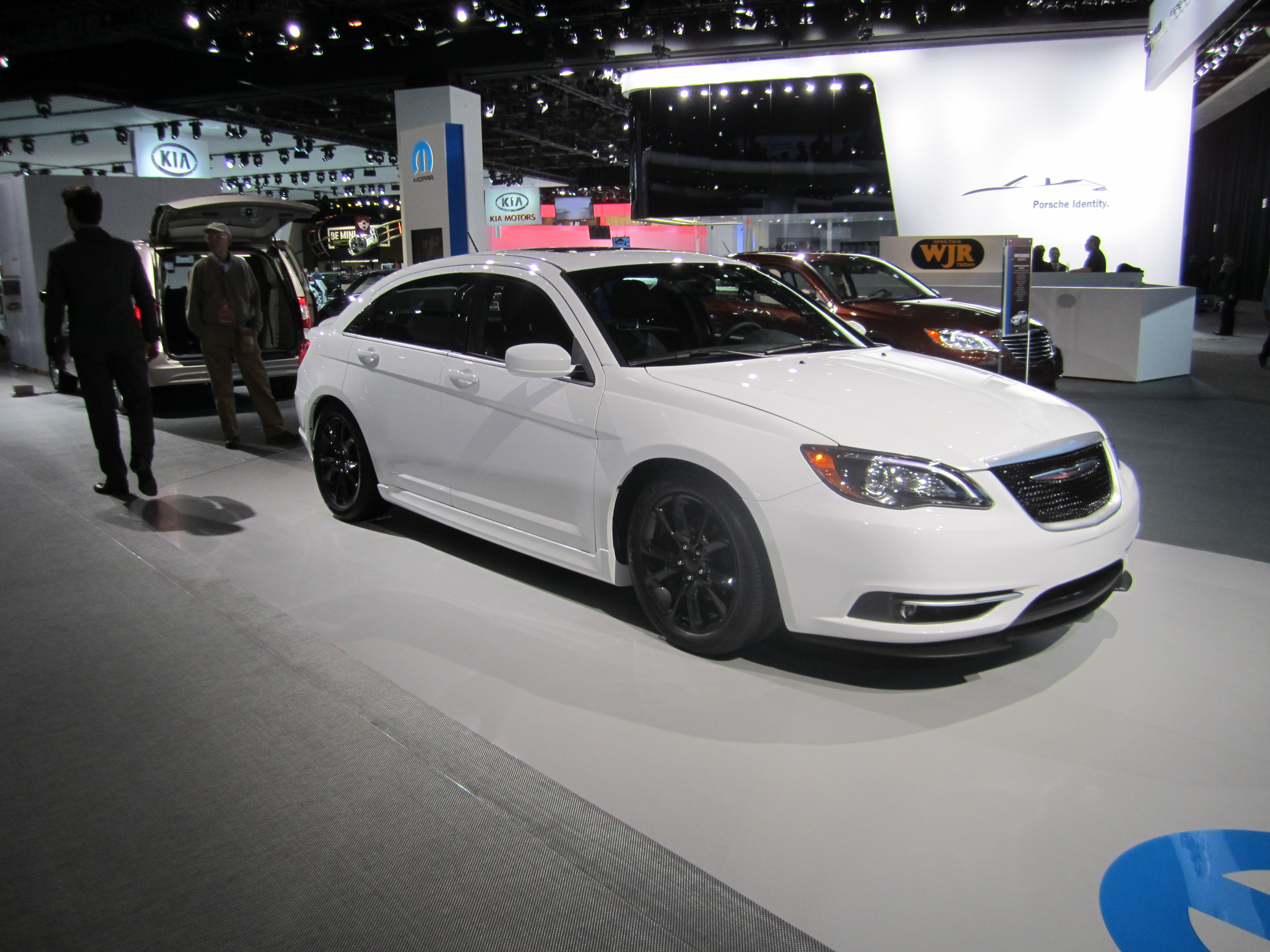
Chrysler 200 Super S no Salão Internacional de Automóvel Norte Americano de 2012

A primeira geração do Chrysler 200 era uma reestilização completa da terceira geração do Chrysler Sebring ,que teve a produção iniciada em 2006 .Embora a plataforma JS da Mitsubishi tivesse sido mantida, houve muitas mudanças estéticas e de motorização no 200. O motor de quatro cilindros em linha de 2.4 L produzia uma potência de 175 cv (130 kW) a 6000 rpm e tinha um torque de 230 Nm (170 lb·ft) a 4400 rpm e acoplado a uma transmissão automática de 4 ou 6 velocidades. Em meados de 2012 foi lançada a Limited version que vinha equipada com um Motor V6 de 3.6 L, também conhecido como "Chrysler Pentastar V6" equipado com uma transmissão automática de 6 velocidades, que produzia uma potência de 287 cv (210 kW) @ 6400 rpm e tinha um torque de 353 Nm (260 lb·ft) @ 4400 rpm, uma versão flex do Pentastar V6 também chegou a ser produzida. Além de dessas mudanças, todo o conjunto de suspensão foi retrabalhado e os pneus foram modificados. O 200 comparado com o Sebring, era muito mais equipado, a Chrysler adicionou alguns detalhes como a iluminação LED, assentos mais confortáveis e com materiais de maior qualidade, juntamente com novas medidas para diminuir o ruído, vibração e aspereza.
O Chrysler 200 foi produzido na fabrica de Sterling Heights (Sterling Heights, Michigan) e chegou as concessionárias em Dezembro de 2010. A versão conversível foi adicionada a gama no início de 2011.
O 200 e as variações do Dodge Avenger, foram classificados como os sedans e conversíveis " mais produzidos dos Estados Unidos" pela The Kogod Made in America Index Auto em 2013.
No início de 2013, Sergio Marchionne, CEO da Chrysler, anunciou que a primeira geração do modelo estava chegando ao fim e a próxima geração totalmente redesenhada, iria aparecer no Salão Internacional de Automóvel Norte Americano em Janeiro de 2014.
A edição limitada do Chrysler 200 Super S 2014 era uma versão modificada pela Mopar e incluiu duas etapas. O primeiro estágio incluía melhorias estéticas como a adição de um spoiler frontal, grade do radiador com acabamento em preto brilhante, e detalhes cromado acetinado na grade e no farol de neblina. soleiras laterais e rodas de 18 polegadas cinza ou "hiper" preto. Na traseira, mais cromado acetinado no acabamento, um novo spoiler tampa do porta malas um difusor preto fosco com escape integrado completam o pacote.
O estágio dois incluía melhorias mecânicas, uma entrada de ar frio foi instalada sob o capô enquanto um escapamento cat-back substitui o original. Por último, a suspensão foi retrabalhada para ser mais firme e gerar bons resultados em curvas.

### Lancia Flavia

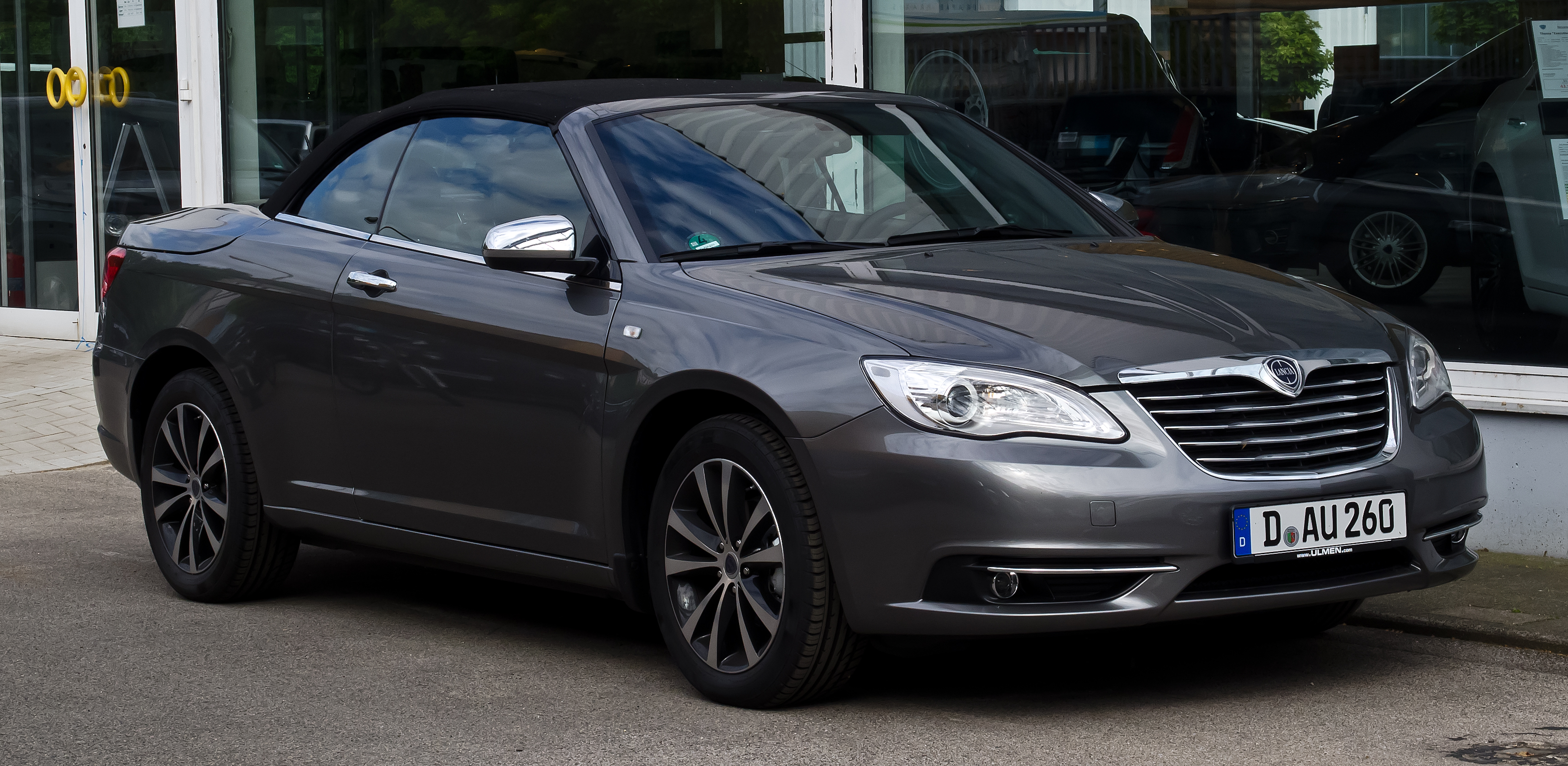
Lancia Flavia 2.4 16v convertible

Entre 2012 e 2014 foi vendida na Europa sob a marca italiana Lancia uma versão conversível do Chrysler 200, O Lancia Flavia só estava disponível em mercados que tinha o Sentido de circulação a esquerda, como Reino Unido e Irlanda. O modelo foi descontinuado no final de 2013.

## Segurança
A NHTSA analisou a segurança das unidade produzidas a partir de 2012, e todos tiveram uma boa classificação
| Testes                            | 2011 chrysler 200 4P FWD | 2012 chrysler 200 4P FWD | 2013 chrysler 200 4P FWD | 2014 chrysler 200 4P FWD | 2015 chrysler 200 4P FWD | 2016 chrysler 200 4P FWD |
| --------------------------------- | ------------------------ | ------------------------ | ------------------------ | ------------------------ | ------------------------ | ------------------------ |
| Impacto frontal (lado motorista)  | indisponível             | 4 de 5 estrelas.         | 4 de 5 estrelas.         | 4 de 5 estrelas.         | 5 de 5 estrelas.         | 5 de 5 estrelas.         |
| Impacto frontal (lado passageiro) | indisponível             | 3 de 5 estrelas.         | 3 de 5 estrelas.         | 3 de 5 estrelas.         | 5 de 5 estrelas.         | 5 de 5 estrelas.         |
| Impacto lateral (lado motorista)  | indisponível             | 5 de 5 estrelas.         | 5 de 5 estrelas.         | 5 de 5 estrelas.         | 5 de 5 estrelas.         | 5 de 5 estrelas.         |
| Impacto lateral (lado passageiro) | indisponível             | 4 de 5 estrelas.         | 4 de 5 estrelas.         | 4 de 5 estrelas.         | 5 de 5 estrelas.         | 5 de 5 estrelas.         |
| Side Pole                         | indisponível             | 1 de 5 estrelas.         | 1 de 5 estrelas.         | 1 de 5 estrelas.         | 5 de 5 estrelas.         | 5 de 5 estrelas.         |
| risco de Capotamento              | indisponível             | / 11.1%                  | / 11.1%                  | / 11.1%                  | / 10.7%                  | / 10.7%                  |
| Classificação geral               | indisponível             | 4 de 5 estrelas.         | 4 de 5 estrelas.         | 4 de 5 estrelas.         | 5 de 5 estrelas.         | 5 de 5 estrelas.         |

## Galeria
- Primeira geração (2011-2014)
- Segunda geração (2015-2017)